# ISO 3166-2:LA
ISO 3166-2:LA is een ISO-standaard met betrekking tot de zogenaamde geocodes. Het is een subset van de ISO 3166-2 tabel, die specifiek betrekking heeft op Laos. 
De gegevens werden tot op 15 februari 2019 geüpdatet op het ISO Online Browsing Platform (OBP). Hier worden 1 prefectuur  -   prefecture (en) / préfecture (fr) / kampèng nakhon (lo) - en 17 provincies  - province (en) / province (fr) / khouèng (lo) - gedefinieerd.
Volgens de eerste set, ISO 3166-1, staat LA voor Laos, het tweede gedeelte is een tweeletterige code.

## Codes
| Code  | Naam                       | Lokale variante | Categorie  |
| ----- | -------------------------- | --------------- | ---------- |
| LA-AT | Attapu                     | Attapeu         | provincie  |
| LA-BK | Bokèo                      |                 | provincie  |
| LA-BL | Bolikhamxai                | Borikhamxay     | provincie  |
| LA-CH | Champasak                  | Champasack      | provincie  |
| LA-HO | Houaphan                   | Huaphanh        | provincie  |
| LA-KH | Khammouan                  | Khammuane       | provincie  |
| LA-LM | Louang Namtha              | Luangnamtha     | provincie  |
| LA-LP | Louangphabang              | Luangprabang    | provincie  |
| LA-OU | Oudômxai                   | Oudomxay        | provincie  |
| LA-PH | Phôngsali                  | Phongsaly       | provincie  |
| LA-SL | Salavan                    | Saravane        | provincie  |
| LA-SV | Savannakhét                | Savannakhet     | provincie  |
| LA-VT | Viangchan (kampèng nakhon) | Vientiane       | prefectuur |
| LA-VI | Viangchan (khouèng)        | Vientiane       | provincie  |
| LA-XA | Xaignabouli                | Xayabury        | provincie  |
| LA-XS | Xaisômboun                 | Xaysomboon      | provincie  |
| LA-XE | Xékong                     | Sekong          | provincie  |
| LA-XI | Xiangkhouang               | Xiengkhuang     | provincie  |